# Saint-Brice (Charente)
Saint-Brice település Franciaországban, Charente megyében. Lakosainak száma 969 fő (2022. január 1.). Saint-Brice Bourg-Charente, Boutiers-Saint-Trojan, Châteaubernard, Gensac-la-Pallue, Julienne és Nercillac községekkel határos.

## Népesség
A település népessége az elmúlt években az alábbi módon változott:
| Lakosok száma | 778  | 963  | 1002 | 1061 | 974  | 969  | 965  | 963  | 965  | 969  |
|               | 1968 | 1982 | 1990 | 2006 | 2013 | 2015 | 2017 | 2019 | 2020 | 2022 |